# Верховина (мопед)

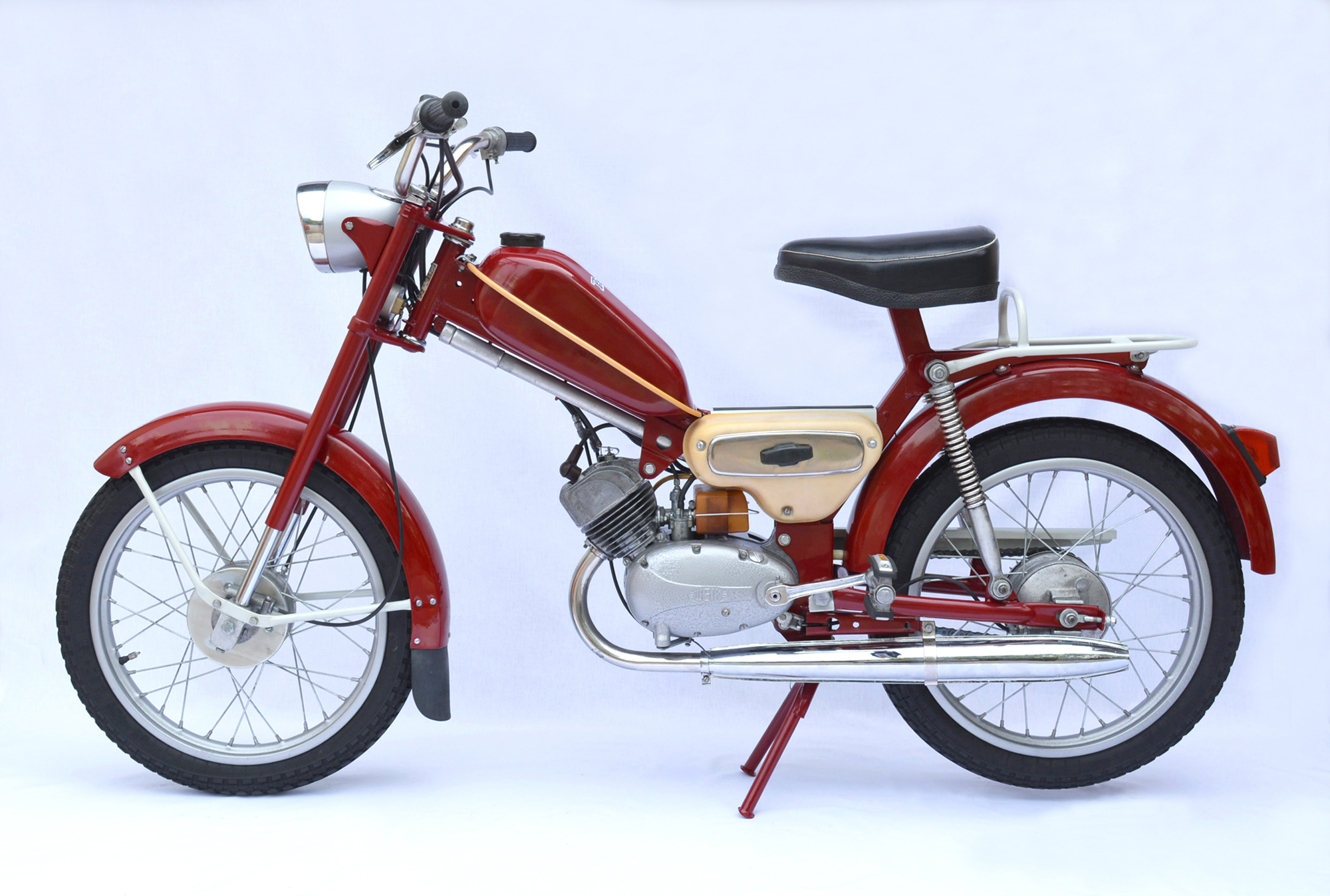
Мопед МП-048 «Верховина-3» (1970-1973 р.), що поклав початок серії популярних моделей «Верховина»

«Верховина» — серія радянських двохшвидкісних мопедів Львівського мотозаводу (ЛМЗ), що виготовлялись з 1970 по 1982 рік.
Першим був мопед під назвою «Верховина-3» (МП– 048), який значно відрізнявся від попередніх моделей (МП– 043 і МП– 046) сучаснішим зовнішнім виглядом та технічними доробками. У нього були колеса меншого діаметру (65х405 мм), новий двигун і змінені форми деталей, що визначають силует машини. Серійний випуск почався в 1970 році.

## Конструкція мопеда Верховина–3
Мопед мав раму відкритого (хребтового) типу, зварену із сталевих труб прямокутного перетину розміром 40х28 мм з товщиною стінки 2 мм. Це дозволило збільшити її міцність і знизити вагу.
На мопед  «Верховина–3»  почали встановлювати двигун Ш–51К виробництва Ковровського механічного заводу. В ньому замість магдино МГ–102 був застосований генератор Г–420 з виносним високовольтним трансформатором (котушкою запалювання) Б– 300, розташованим у правому ящику мопеда. Це значно підвищило надійність роботи системи запалювання, та покращило роботу елементів освітлення (фара, задній ліхтар). Мопед оснащувався звуковим сигналом, спідометром.
Для підвищення плавності ходу і стійкості мопеда були значно змінені передня і задня вилки, оснащені телескопічними пружинними амортизаторами. Задня вилка кріпилась до рами двома болтами і спеціальними різьбовими втулками. Така конструкція забезпечила беззазорне з'єднання деталей, та довговічність цього навантаженого вузла.
Колодки гальм обох коліс стали формовані з фрикційного матеріалу. Таким чином стало можливим використовувати всю товщину матеріалу на робочій поверхні колодок і не замінювати їх протягом пробігу в 15–20 тисяч кілометрів. Більшість моделі «Верховина–3»  фарбувалась у червоний («вишневий»)  колір. У невеликій кількості були і світло-зелені моделі. 
Мопед  «Верховина–3»  у великій кількості експортувався в країни соціалістичної співдружності.
Технічна характеристика мопеда Верховина-3:
– Довжина – 1770 мм
– Ширина – 680 мм
– Висота – 980 мм
– База –  1120 – 1170 мм
– Вага (суха) –  не більше 51 кг

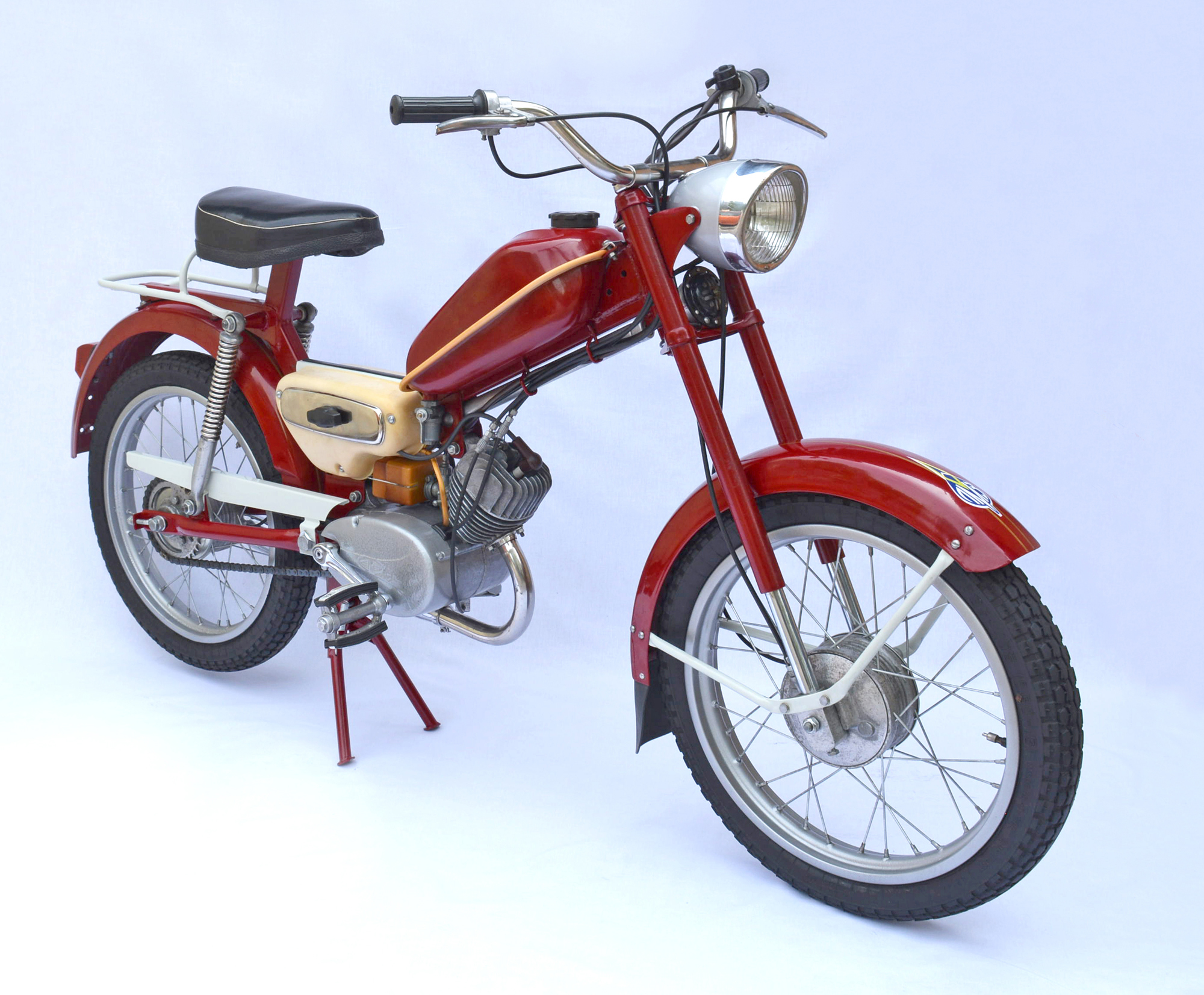
Мопед «Верховина-3», модель 1972 року

– Максимальна швидкість – 50 км / год
– Двигун–  Ш–51К макс. потужність 2,0 к.с. 
– Робочий об'єм –  49,8 куб. см.
– Число передач – 2
– Об'єм паливного бака – 5,0 л
– Витрата пального на 100 км шляху при швидкості 30 км / год, –2 л

## Інші модифікації

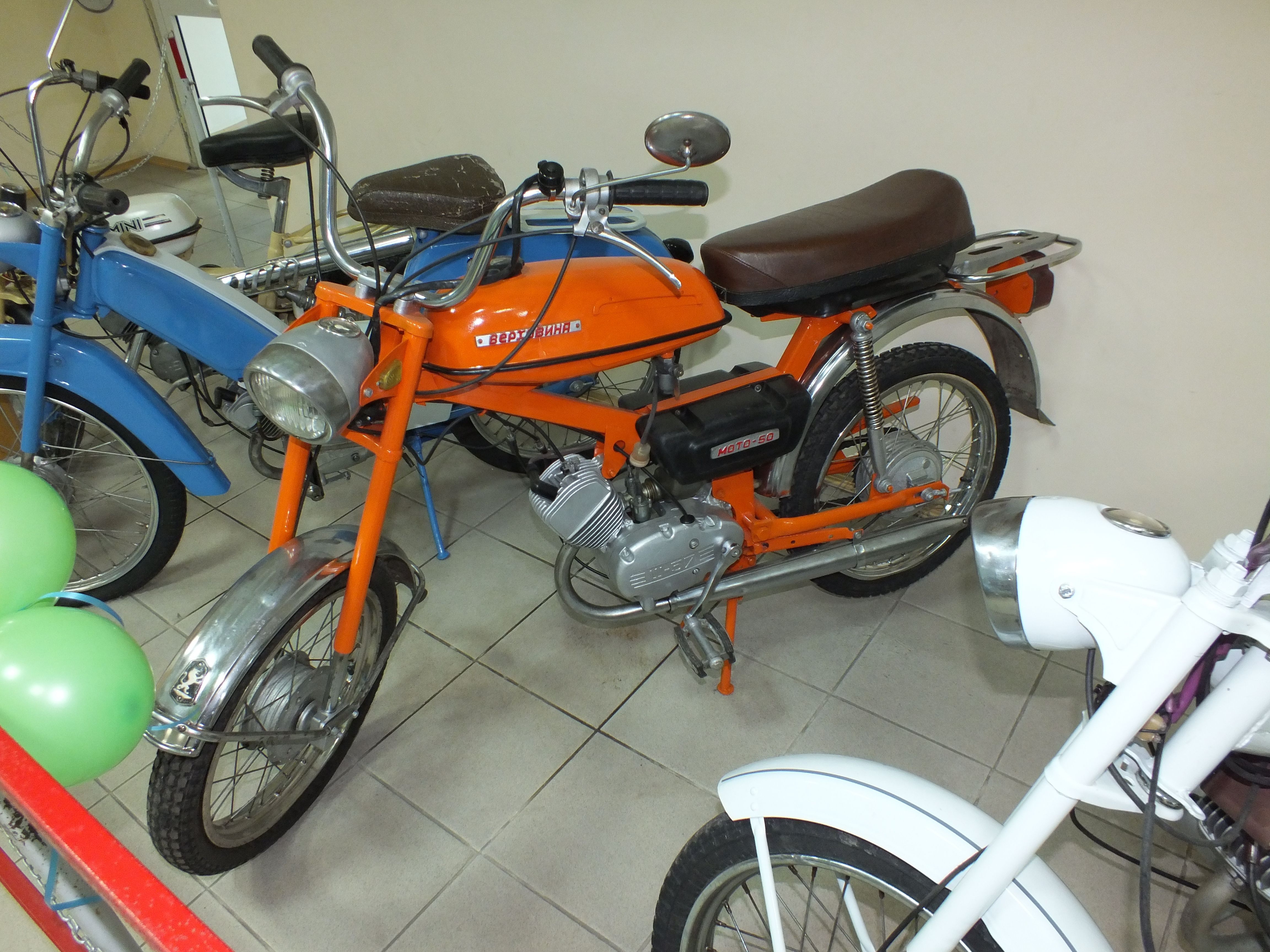
Мопед «Верховина–6»

Мопед «Верховина–3»  став базовим  для виробництва наступних модифікацій. Так, було випущено моделі «Верховина–4», «Верховина–5». 
Мопед «Верховина–5» мав принципово новий  елегантний дизайн, широке сидіння, високе кермо, хромовані щитки коліс, покращений двигун Ш– 57. На його основі було випущено перший мокік (мопед без педалей) «Верховина–6» та згодом «Верховина–7», оснащений двигуном S-62 з електронною безконтактною системою запалювання.
Також невеликими партіями випускались дещо модифіковані  моделі «Верховина–6 Турист» та «Верховина–6 Спорт».
З 1982 року Львівський мотозавод почав виробляти нові модифікації «Верховини», що отримали назву «Карпати».
Тип та хронологія серійного виробництва мопедів «Верховина»:
- Мопед МП-048 «Верховина-3» (1970-1973 р.)
- Мопед ЛМЗ-2.152 «Верховина-4» (1972-1974 р.)
- Мопед ЛМЗ-2.153 «Верховина-5» (1974-1977 р.)
- Мокік ЛМЗ-2.158 «Верховина-6» (1977-1981 р.)
- Мокік ЛМЗ-2.159 «Верховина-7» (1981-1982 р.)